# Agapanthaceae
Agapanthaceae is een botanische naam, voor een familie van eenzaadlobbige planten. Een familie onder deze naam wordt door slechts weinig systemen van plantentaxonomie erkend. De familie wordt wel erkend door het APG-systeem (1998) en het APG II-systeem (2003). In dit laatste systeem bestaat de familie in de zin dat het een optie is deze familie te erkennen; de andere optie is dan om de betreffende planten (samen met de planten die anders de familie Amaryllidaceae vormen) in te voegen bij de familie Alliaceae.
In het APG III-systeem (2009) bestaat zo'n familie niet meer, en vormen de betreffende planten de onderfamilie Agapanthoideae in de familie Amaryllidaceae.
De familie, indien erkend, bestaat uit slechts één genus, Agapanthus, met nog geen dozijn soorten. Het zijn populaire sierplanten.